# Omar McLeod
Omar McLeod (ur. 25 kwietnia 1994 w Kingston) – jamajski lekkoatleta specjalizujący się w biegach płotkarskich.
W 2011 startował na mistrzostwach świata juniorów młodszych, podczas których zajął 4. miejsce na dystansie 110 metrów przez płotki, a na 400 metrów przez płotki był ósmy. Złoty medalista mistrzostw Ameryki Środkowej i Karaibów juniorów w sztafecie 4 × 400 metrów (2012). W 2015 zajął 6. miejsce w biegu na 110 metrów przez płotki podczas mistrzostw świata w Pekinie. Złoty medalista halowych mistrzostw świata w Portland (2016).  Mistrz olimpijski z Rio de Janeiro (2016). Rok później został w Londynie mistrzem świata.
W 2016 został pierwszym lekkoatletą w historii, który w czasie swojej kariery złamał granicę 10 sekund w biegu na 100 metrów (9,99 w 2016) i 13 sekund na dystansie 110 metrów przez płotki (12,97 w 2015).
Złoty medalista mistrzostw Jamajki, czempionatu NCAA oraz CARIFTA Games.

## Osiągnięcia
| Rok  | Impreza                                     | Miejsce         | Konkurencja                | Lokata     | Wynik   |
| ---- | ------------------------------------------- | --------------- | -------------------------- | ---------- | ------- |
| 2011 | Mistrzostwa świata juniorów młodszych       | Lille Metropole | bieg na 110 m przez płotki | 4. miejsce | 13,61   |
| 2011 | Mistrzostwa świata juniorów młodszych       | Lille Metropole | bieg na 400 m przez płotki | 8. miejsce | 52,82   |
| 2012 | Mistrzostwa Ameryki Śr. i Karaibów juniorów | San Salvador    | sztafeta 4 × 400 m         | 1. miejsce | 3:08,94 |
| 2015 | Mistrzostwa świata                          | Pekin           | bieg na 110 m przez płotki | 6. miejsce | 13,18   |
| 2016 | Halowe mistrzostwa świata                   | Portland        | bieg na 60 m przez płotki  | 1. miejsce | 7,41    |
| 2016 | Igrzyska olimpijskie                        | Rio de Janeiro  | bieg na 110 m przez płotki | 1. miejsce | 13,05   |
| 2017 | Mistrzostwa świata                          | Londyn          | bieg na 110 m przez płotki | 1. miejsce | 13,04   |
| 2017 | Mistrzostwa świata                          | Londyn          | sztafeta 4 × 100 m         | –          | DNF     |
| 2019 | Mistrzostwa świata                          | Doha            | bieg na 110 m przez płotki | –          | DQ      |

## Rekordy życiowe
- Bieg na 100 metrów – 9,99 (23 kwietnia 2016, Fayetteville)
- Bieg na 60 metrów przez płotki (hala) – 7,41 (20 marca 2015, Potland) rekord Jamajki
- Bieg na 110 metrów przez płotki – 12,90 (24 czerwca 2017, Kingston) rekord Jamajki, 8. wynik w historii światowej lekkoatletyki
- Bieg na 400 metrów przez płotki – 49,98 (15 marca 2013, Kingston)